# Caprorhinus ralinoroi
Caprorhinus ralinoroi är en insektsart som beskrevs av Wintrebert 1972. Caprorhinus ralinoroi ingår i släktet Caprorhinus och familjen Pyrgomorphidae. Inga underarter finns listade i Catalogue of Life.